# Нострилія
«Нострилія» (англ. Norstrilia) — науково-фантастичний роман американського письменника Пола Лайнбаргера, опублікований під псевдонімом Кордвейнер Сміт. Це єдиний роман, який він опублікував під цією назвою, яку він використовував для своїх науково-фантастичних творів (хоча кілька пов'язаних оповідань колись були зібрані разом у короткий роман «Пошук трьох світів»). Події відбуваються у всесвіті Сміта «Знаряддя людства», і на нього сильно вплинув класичний китайський роман «Подорож на Захід». Роман є частково продовженням оповідання Сміта 1962 року «Балада про загубленого К'Мелла», де з'являються деякі з тих самих персонажів і місця дії.

## Сюжет

### Налаштування
Планета «Стара Північна Австралія», або просто «Нострилія», — єдина планета у вигаданому всесвіті Інструментальності людства, яка виробляє дорогоцінний препарат безсмертя «струн», який на невизначений термін затримує старіння людей. Струн (або «наркотик Сантаклари») збирають з величезних хворих овець, яких вирощують нострлійці, і він чинить опір усім спробам штучного синтезу. Оскільки нострилійці мають монополію, стронцій продається за астрономічними цінами, і Нострилія казково багата (багатша за будь-яку іншу планету). Щоб захистити свій архаїчний спосіб життя (нагадуючи австралійських ранчо з британським культурним спадком), нострилійці змушені розвивати найсучасніші оборонні сили та зброю (наприклад, Літтул Кіттони Матері Гіттон); щоб захистити свою культуру, імпорт з інших світів оподатковується за ставками, що перевищують 20 мільйонів відсотків, зменшуючи те, що на іншій планеті було б приголомшливим статком, до скромних поборів на самій Нострилії. Вони також змушені відбирати своє потомство, щоб запобігти перенаселенню (лише тим, хто пройшов випробування «Садом смерті», дозволяється вступати у доросле життя).

### Короткий зміст сюжету
Родерік Фредерік Рональд Арнольд Вільям МакАртур МакБан до сто п'ятдесят першого, скорочено Род МакБан, — останній нащадок чоловічої статі однієї з найстаріших нострилівських родин і спадкоємець одного з найкращих ранчо, Станції Долі. Як такого, його тричі рятували від вибракування, хоча загалом його вважають непридатним, оскільки його здатність телепатично спілкуватися з іншими нострильцями нестабільна і ненадійна. Після останнього випробування, яке він нарешті проходить за допомогою Володаря Інструментарію та власних телепатичних здібностей, він дізнається, що заздрісний колишній друг, який страждає на алергію на строон і тому приречений прожити лише 150 років, намагається вбити його під приводом того, що випробування було упередженим і проводилося несправедливо.
Рід переживає одну спробу вбивства. Щоб уникнути небезпеки, він накопичує величезні статки за одну ніч, граючи на ф'ючерсному ринку в струн, дотримуючись плану, сформульованого його стародавнім комп'ютером (який має певні більш-менш незаконні квазівійськові можливості), який йому передав один ексцентричний предок. На наступний день він став найбагатшою людиною в історії. Помітивши це, Інструментальність змінює правила, щоб це не повторилося, але типовим способом дозволяє йому залишити свої гроші, щоб побачити, що він з ними робитиме. Про нього починають ширитися дикі чутки. Вважається, що він «купив Стару Землю» (рідну планету людства), хоча реальність його заплутаних фінансових угод та інвестицій значно складніша.
Задля його безпеки Рода відправляють на Землю, де його безпрецедентні статки швидко роблять його магнітом для всіляких шахраїв і революціонерів. Після низки пригод серед «недолюдей» (тварин, генетично модифікованих, щоб бути схожими на людей, з інтелектом, який іноді перевершує інтелект їхніх господарів, яких використовують як рабів і загалом зневажають) у компанії чарівної жінки-кішки К'мелл, він зустрічає їхнього лідера, Е'Телекелі, експериментальну істоту пташиного походження з величезними екстрасенсорними здібностями. В обмін на більшу частину величезних статків Рода (які будуть використані на кампанію за права недолюдей), Е'Телекелі та лорд Джестокост, лорд Інструменталізму, який співчуває справі недолюдей, відправляють Рода назад до Нострилії, вилікувавши його телепатичні здібності та надавши психологічну допомогу ворогу Рода.

## Історія видання
Частини «Нострилії» були опубліковані у вигляді двох коротких романів. Перша половина з'явилася як «Планетний покупець» у 1964 році, після того, як коротша версія була опублікована в Galaxy як новела «Хлопець, який купив Стару Землю». «Планетний покупець» був номінований на премію Г'юго як найкращий роман.
Друга половина також була опублікована в скороченій формі в 1964 році в дочірньому журналі Galaxy If як «Крамниця бажань серця», перш ніж побачити посмертну публікацію як The Underpeople ' 1968 році.
Лише в 1975 році повний текст роману було опубліковано одним томом у м'якій палітурці. Основні відмінності між двома версіями:
1. "Нострилія "має трохи довший пролог.
2. У «Планетному покупці» додано додаткові сцени в кінці останнього розділу «Політ у високому небі».
3. У «Недолюдах» є додатковий початковий розділ «Втрачена музика в старому світі». Це був здебільшого короткий опис, і його повністю виключено з «Ностилії».

Видання NESFA Press 1995 року в твердій обкладинці додає додаткові зміни та виправлення до тексту, а також містить варіанти текстів як додаток. Кілька рядків з оригінальних журнальних текстів, які були вирізані з попередніх версій книги, відновлено для ясності.
Роман також з'являється повністю (з використанням переглянутого тексту 1995 року, хоча без додатків), у збірці «Ми, недолюди» (2008), після «Балади про Загубленого К'Мелла» та чотирьох інших пов'язаних історій.

## Рецензії
Альгіс Будріс із Galaxy Science Fiction схвально прийняв «Планетного покупця», посилаючись на стилістичну винахідливість Сміта, і зазначив, що оповідання Сміта про НФ «є мозаїкою … повністю реалізованої, безшовної структури».